# La Declaración de los Setenta Años
La Declaración de los Setenta Años fue una declaración iniciada por los académicos Dovid Katz y Danny Ben-Moshe y publicada el 20 de enero de 2012 para protestar contra las políticas de varios estados europeos y órganos de la unión sobre la evaluación, el recuerdo y el enjuiciamiento de los crímenes cometidos durante las dictaduras comunistas en Europa, específicamente las políticas de muchos países europeos y de la UE que tratan a los regímenes nazi y estalinista de Europa central y oriental como igualmente criminales. Presentada como respuesta a la Declaración de Praga sobre Conciencia Europea y Comunismo iniciada por el gobierno checo en 2008 para condenar al comunismo como totalitario y criminal, rechaza explícitamente la idea de que los regímenes de Iósif Stalin y Adolf Hitler son moralmente equivalentes, es decir, la teoría del totalitarismo que fue popularizada por académicos como Hannah Arendt, Carl Friedrich y Zbigniew Brzezinski y se convirtió en dominante en el discurso político occidental durante la Guerra Fría, y eso ha ganado un nuevo impulso en muchos nuevos Estados miembros de la UE después de la comunismo, lo que resultó en resoluciones internacionales, el establecimiento de institutos de investigación y museos,  un día de recuerdo. La declaración también establece que los regímenes comunistas no cometieron genocidios, citando la Convención sobre el Genocidio de 1948, que restringe el genocidio a los asesinatos en masa relacionados con la etnia, la raza, la nacionalidad o la religión. La declaración avanza la posición de que el Holocausto fue único. La declaración fue firmada por 70 parlamentarios europeos, en su mayoría de izquierda, (eurodiputados y parlamentarios nacionales). Fue lanzado en el 70 aniversario de la Conferencia de Wannsee en Berlín.

## Fondo

### La Declaración de Praga y el paradigma del totalitarismo
Durante la Guerra Fría, la teoría de dos totalitarismos, el fascismo y el comunismo, ganó un fuerte impulso en el mundo occidental, por ejemplo a través del trabajo de Hannah Arendt (notablemente su influyente libro  Los orígenes del totalitarismo ) y otros estudiosos, como Carl Friedrich y Zbigniew Brzezinski, quienes argumentaron que los regímenes nazi y soviético eran igualmente totalitarios. Según Volker Berghahn, como Carl J. Friedrich y Zbigniew Brzezinski lo expresaron más tarde en su análisis clásico del paradigma totalitario que llegó a arrasar en el discurso ideológico occidental en la década de 1950, el nazismo y el estalinismo eran "básicamente iguales" y representan versiones muy modernas y brutalmente destructivas de la dictadura del siglo XX".
Desde el final de la Guerra Fría, los países de Europa central y oriental han establecido institutos y promulgado leyes para abordar los crímenes cometidos por antiguos regímenes totalitarios en sus países, tanto comunistas como fascistas. Los ejemplos incluyen el estado checo Instituto para el Estudio de los Regímenes Totalitarios, el estado polaco Instituto de la Memoria Nacional, el estado lituano Centro de Investigación sobre Genocidio y Resistencia de Lituania, el estado alemán Hannah Instituto Arendt para la Investigación del Totalitarismo y el museo estatal húngaro Casa del Terror. La teoría de los dos totalitarismos también ganó un nuevo impulso en Occidente en la década de 1990, especialmente tras la publicación del libro francés de 1997  El libro negro del comunismo , que decía que "el genocidio de una clase bien puede ser equivalente al genocidio de una raza", "argumentar que las muertes causadas por los regímenes de Hitler y Stalin fueron iguales". En su introducción, Stéphane Courtois argumentó que el comunismo y el nacionalsocialismo son sistemas totalitarios ligeramente diferentes, que el comunismo es responsable del asesinato de alrededor de 100 millones de personas en el siglo XX, que los nacionalsocialistas adoptaron su represión métodos de los métodos soviéticos, y que "un enfoque decidido en el genocidio judío en un intento de caracterizar el Holocausto como una atrocidad única ha [...] impedido la evaluación de otros episodios de magnitud comparable en el mundo comunista". El Congreso de los Estados Unidos afirmó en 1993 que 100.000.000 de víctimas murieron en "un holocausto imperial comunista sin precedentes", estableciendo la Fundación Conmemorativa de las Víctimas del Comunismo.
Un mayor énfasis en los crímenes del comunismo después de la caída del comunismo resultó en la  resolución 1481 del Consejo de Europa de 2006, que condenó los "asesinatos y ejecuciones individuales y colectivas, muerte en campo de concentracións, hambre, deportaciones, tortura, trabajos esclavos y otras formas de terror físico masivo "perpetrado por regímenes comunistas, ya a principios de 2008, la Unión Europea inició la Audiencia Pública Europea sobre Crímenes Cometidos por Regímenes Totalitarios. A mediados de 2008, el gobierno checo inició la Declaración de Praga sobre Conciencia Europea y Comunismo, firmada por Václav Havel, Joachim Gauck y otros. Pidió "la condena y la educación en toda Europa sobre los crímenes del comunismo". Como se propone en la declaración, el Parlamento Europeo en 2008-2009 con el apoyo de todas las facciones políticas designó el Día Europeo de Conmemoración de las Víctimas del Estalinismo y el Nazismo como "un Día Europeo de Recuerdo para la víctimas de todos los regímenes totalitarios y autoritarios, para ser conmemorados con dignidad e imparcialidad ", y Canadá también adoptó un día en memoria de las víctimas de los regímenes totalitarios. En 2009, el Parlamento Europeo pidió el reconocimiento del "comunismo, el nazismo y el fascismo como un legado compartido", reconfirmó "su posición unida contra todo gobierno totalitario, independientemente de sus antecedentes ideológicos", y condenó "enérgica e inequívocamente todos los crímenes de lesa humanidad y violaciones masivas de derechos humanos cometidas por todos los regímenes totalitarios y autoritarios". El día del recuerdo recibió el respaldo de la Asamblea Parlamentaria de la Organización para la Seguridad y la Cooperación en Europa en su Declaración de Vilnius de 2009, que decía que "en el siglo XX, los países europeos experimentaron dos importantes regímenes totalitarios, Nazi y estalinista, que provocaron genocidios, violaciones de derechos humanos y libertades, crímenes de guerra y crímenes contra la humanidad "y condenó" la glorificación de los regímenes totalitarios, incluida la realización de manifestaciones públicas glorificando el pasado nazi o estalinista ". El Parlamento Europeo y el  Consejo de la UE también respaldaron el establecimiento de la Plataforma de la Memoria y de la Conciencia Europeas, tal como fue concebida por la Declaración de Praga, por los gobiernos del Grupo de Visegrado, la presidencia polaca de la UE y varios institutos estatales europeos, como un proyecto educativo de la UE para crear conciencia sobre los crímenes totalitarios y "prevenir la intolerancia, el extremismo, los movimientos antidemocráticos y la reaparición de cualquier gobierno totalitario en el futuro". Los Verdes - Alianza Libre Europea argumentó que "la Declaración de Praga sobre la Conciencia Europea y el Comunismo debería ser la base común para la investigación y evaluación de los regímenes comunistas en todos los países de Europa del Este".
La Declaración de Praga recibió la oposición de organismos y organizaciones rusas afiliadas al gobierno de  Putin, como la "Comisión presidencial de la Federación Rusa para contrarrestar los intentos de falsificar la historia en detrimento de los intereses de Rusia" y "Mundo sin nazismo". También se opusieron varios partidos comunistas europeos, como el Partido Comunista de Grecia y el Partido Comunista de Gran Bretaña. Hubo críticas aisladas de la Declaración de Praga en 2009 por (en orden cronológico de aparición impresa): Dovid Katz, ex profesor de yiddish en la Universidad de Vilnius, quien fundó la revista web Defending History en parte para oponerse a la Declaración de Praga ; El activista israelí Efraim Zuroff, director de la oficina de Israel del Centro Simon Wiesenthal; MP británico  John Mann, quien lo llamó un "documento siniestro",  Antialemán el politólogo Clemens Heni y otros. La Declaración de Praga también fue criticada por el euroescéptico John Laughland, que en cambio ha comparado a la UE con el nazismo. Sin embargo, también ha habido apoyo para la Declaración de Praga por parte de académicos israelíes como Barry Rubin y el político centrista lituano Emanuelis Zingeris, expresidente honorario de la comunidad judía de ese país.

### Respuesta de la Declaración de los Setenta Años
Con este telón de fondo, y por iniciativa de Katz, Danny Ben-Moshe redactó la "Declaración de los Setenta Años" como respuesta a la Declaración de Praga. Setenta miembros del Parlamento Europeo lo firmaron el 20 de enero de 2012, para conmemorar el septuagésimo aniversario de la Conferencia de Wannsee en Berlín de 1942 que decidió la "Solución Final" (genocidio) de los judíos europeos.
El texto de la Declaración de los Setenta Años se publicó el 20 de enero de 2012 en Defending History, y posteriormente en idiomas europeos. Su lanzamiento fue cubierto por Roger Cohen en el New York Times,  Danna Harman en Haaretz, Frank Brendle en Tazde, entre otros. En 2013, se lanzó su propio sitio web.
La Declaración de los Setenta Años condena la tiranía estalinista y pide un reconocimiento distinto y por separado de las diversas tragedias europeas del siglo XX. El SYD rechaza explícitamente la Declaración de Praga y sus "intentos de ofuscar el Holocausto disminuyendo su singularidad y considerándolo igual, similar o equivalente al comunismo". Fue publicado el 20 de enero de 2012, en el 70 aniversario de la Conferencia de Wannsee y firmada por 71 parlamentarios de 19 países de la UE, incluidos ocho diputados y eurodiputados de Lituania. El mismo día Audronius Ažubalis condenó a los signatarios lituanos, argumentando que "no es posible encontrar diferencias entre Hitler y Stalin excepto en sus bigotes". Uno de los signatarios, el diputado Vytenis Povilas Andriukaitis, ahora ministro de salud, respondió al ministro de Relaciones Exteriores. El diputado británico Denis MacShane entró en la refriega con una carta de apoyo a Andriukaitis y los otros signatarios lituanos.
La Declaración de los Setenta Años forma parte del material temático del documental Rewriting History, que se estrenó en la televisión australiana en septiembre de 2012  y está programado para varias proyecciones en Estados Unidos en 2013.
La Declaración también se opone a varios supuestos intentos de Europa del Este de glorificar a las organizaciones colaboradoras nazis, mencionando específicamente el honor de las Waffen SS en Estonia y Letonia, y el Frente Activista Lituano en Lituania. Reconoce la necesidad de honrar a los partidarios judíos que se unieron a la batalla contra Hitler, una referencia a los esfuerzos del gobierno lituano para enjuiciar a los sobrevivientes del Holocausto que se unieron a la resistencia. La Declaración se opone a los intentos de inflar la definición de "genocidio" para abarcar diversos crímenes de regímenes totalitarios, y pide una definición estricta en el espíritu de la definición de 1948.
La Declaración de los Setenta Años se presentó a Martin Schulz, presidente del Parlamento Europeo, el 14 de marzo de 2012.

## Respuesta
El académico israelí Barry Rubin ha escrito, refiriéndose a los iniciadores de la Declaración de los Setenta Años, que "un pequeño grupo de personas ha emprendido una campaña incesante para persuadir a judíos e israelíes de oponerse a la Declaración de Praga del 3 de junio de 2008 sobre La conciencia europea y el comunismo, como si se tratara de un horrible documento antisemita. Esta es una afirmación difamatoriamente errónea ".
La Declaración de los Setenta Años fue atacada por el actual ministro de Relaciones Exteriores de Lituania, quien dijo en respuesta que "No es posible encontrar diferencias entre Hitler y Stalin excepto en sus bigotes (el de Hitler era más corto)". La respuesta llegó con indignación por el hecho de que ocho socialdemócratas lituanos (dos eurodiputados y seis parlamentarios) firmaron la Declaración. Se produjo un animado debate cuando un artículo posterior del ministro de Relaciones Exteriores fue respondido por Vytenis Povilas Andriukaitis, luego un portavoz de la oposición en asuntos exteriores. La "comparación del bigote" del ministro de Relaciones Exteriores llevó a cartas individuales de apoyo del parlamentario británico Denis MacShane a cada uno de los ocho signatarios lituanos ya la cobertura del New York Times.